# Wik (Kilonia)
Wik, Kiel-Wik – dzielnica miasta Kilonia w Niemczech, w kraju związkowym Szlezwik-Holsztyn.